# Халед Машал
Халед Машал (арап. خالد مشعل; Силвад, 28. мај 1956) је палестински политичар. Био је председник Политичког бироа Хамаса од 1996. до 2017. године. Привремено је водио покрет након атентата на Исмаила Ханијеа од јула до августа 2024. године, и поново након погибије Јахје Синвара од октобра 2024. године. Уз Ханијеа и Синвара, Машал важи за једног од најистакнутијих лидера Хамаса након смрти Ахмеда Јасина.
Рођен је 1956. године у граду Силваду на Западној обали. Од 1967. године живи у егзилу у другим државама арапског света. Тренутно борави у Катару.